# Vaucluse (IGP)
Pour les articles homonymes, voir Vaucluse.
Le vaucluse, appelé vin de pays de Vaucluse jusqu'en 2009, est un vin français d'indication géographique protégée (le nouveau nom des vins de pays). l'IGP est un signe de qualité à part entière et chaque vin respecte un cahier des charges spécifique. Tous les vins sont agréés après une séance de dégustation.

## Histoire
Vin de pays depuis le 5 mars 1981. et Indication Géographique protégée depuis 2009.

## Production
Le vin de pays de Vaucluse labellise environ 100000 hectolitres par an. Principauté d'Orange et Pays d'Aigues sont des mentions territoriales de l'IGP Vaucluse et représentent environ 15% des volumes.

## Types de vin
Les vins rouges représentent 50 % de la production, les rosés 30 % et les blancs 20 %.

## Encépagement

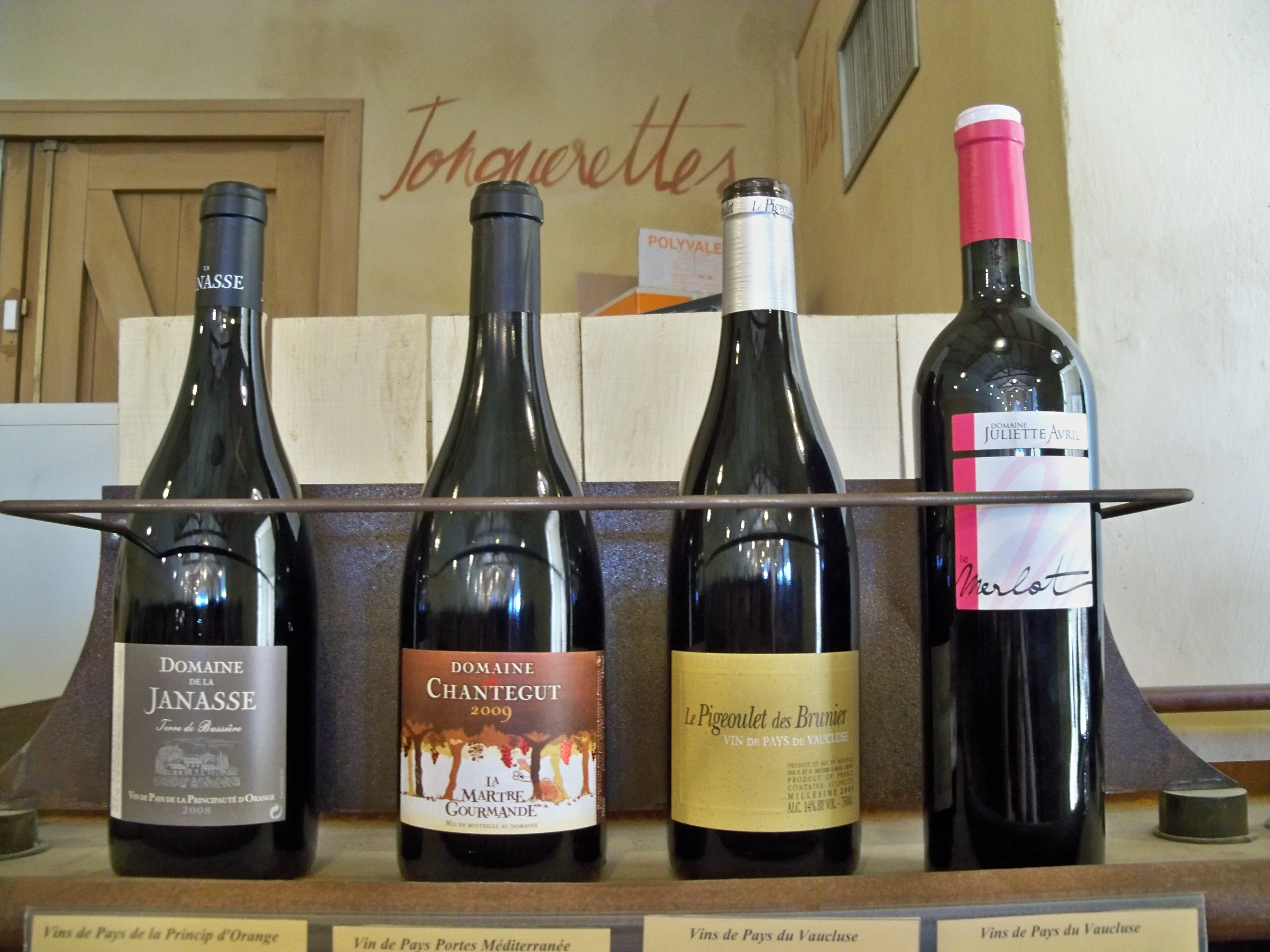
Bouteilles de vin de pays de Vaucluse au Palais du vin à Courthézon.

L'encépagement est assez hétérogène avec une dominante de cépages régionaux tels que grenache, syrah, cinsault et mourvèdre. 
Les cépages internationaux sont également présents comme le merlot, le chardonnay ou le cabernet sauvignon.
A noter, une forte présence de cépages originaux tels que le marselan ou le caladoc

### Vinification
C'est l'ensemble des opérations nécessaires à la transformation du moût (nom du jus de raisin) et à l'élaboration du vin. Certaines de ces opérations sont nécessaires, telle la fermentation alcoolique, et d'autres permettent d'affiner le profil du vin, tant au niveau aromatique (olfactif) que gustatif (goûts).

#### Vinification en rouge

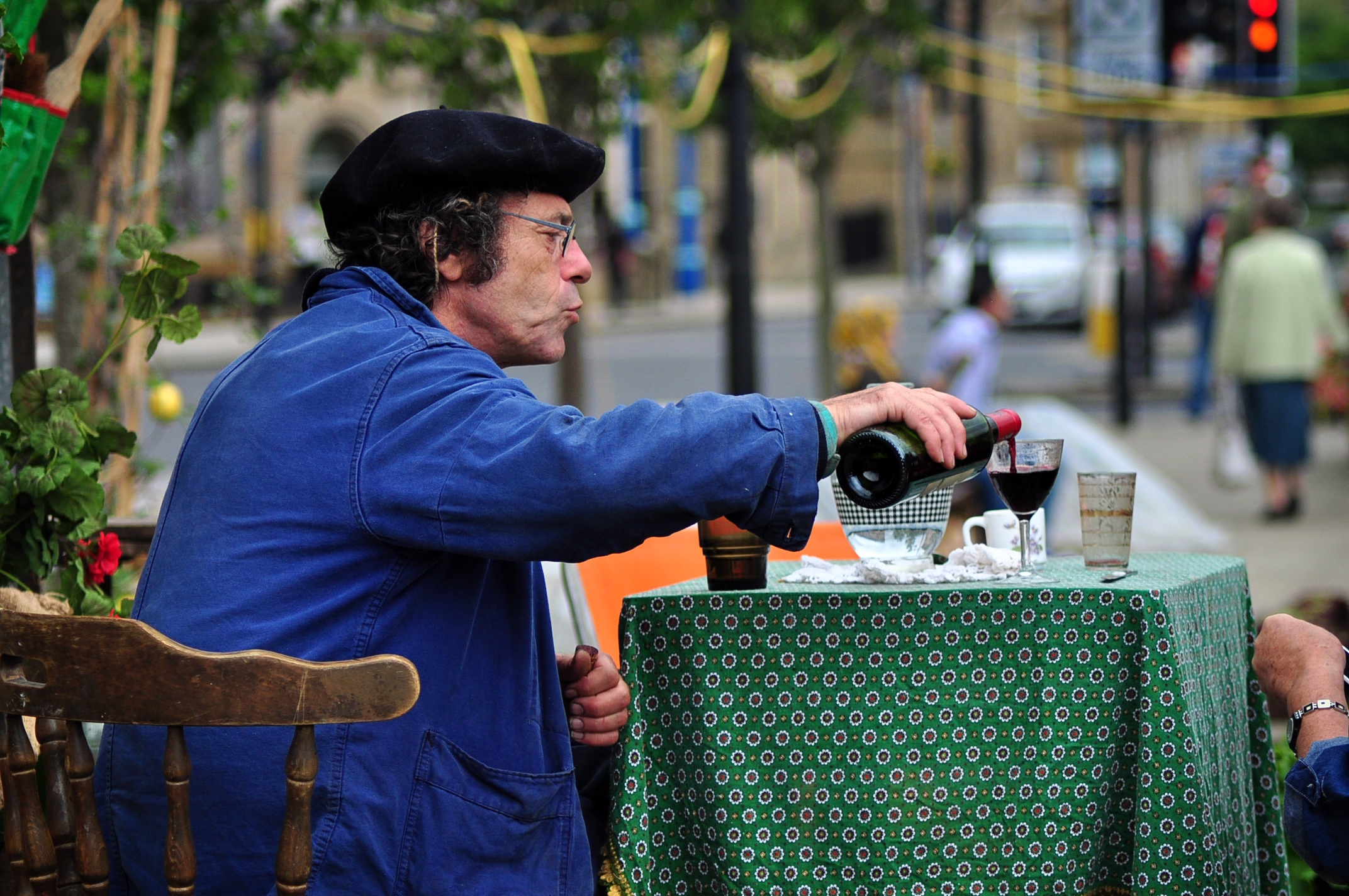
En attendant le Tour de France 2014, en Angleterre, avec une nappe provençale et un vin rouge de pays de Vaucluse.

La vinification en rouge consiste à faire un pressurage après que la fermentation a commencé. Pendant toute cette phase, le moût est en contact avec les matières solides de la vendange. Celles-ci sont très riches en tanins, matières colorantes, odorantes, minérales et azotées. Ces substances vont alors se dissoudre plus ou moins dans le moût et se retrouver dans le vin. 
C'est la cuvaison pendant laquelle les sucres se transforment en alcool (fermentation alcoolique) et le jus se voit enrichi par les composants du moût. Plus la macération est longue, plus la coloration du vin sera intense. Se disolvent également les tanins, leur taux sera aussi fonction du temps de la cuvaison. Plus elle sera longue, plus les vins seront aptes à vieillir. Durant cette phase, se produit une forte élévation de la température. Celle-ci est de plus en plus contrôlée par la technique de maîtrise des températures.

#### Vinification en blanc

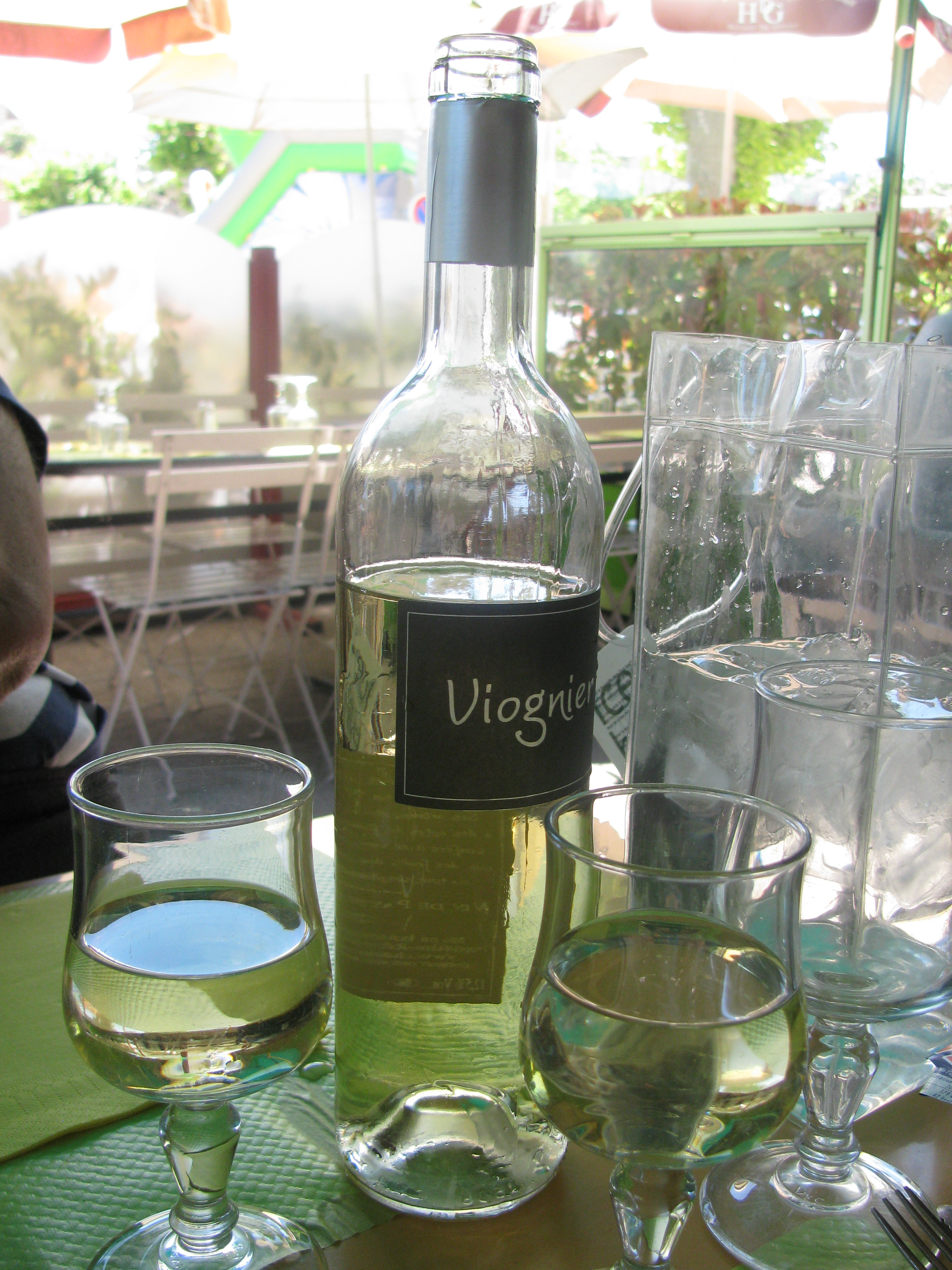
IGP Vaucluse Viognier.

Dans la vinification en blanc la fermentation se déroule en dehors de tout contact avec les parties solides de la vendange (pépins, peaux du raisin, rafles). Ce qui explique que l'on peut faire indifféremment du blanc à partir de cépages blancs et rouges. C'est le cas du Champagne. Le but de cette vinification est de faire ressortir le maximum des arômes contenus d'abord dans le raisin, ensuite en cours de fermentation, enfin lors du vieillissement. 
L'extraction du jus et sa séparation des parties solides peuvent être précédés par un éraflage, un foulage et un égouttage, pour passer ensuite au pressurage. Mais ces phases sont évités par nombre de vinificateurs pour éviter l'augmentation des bourbes. Le choix se porte sur une extraction progressive du jus puis un débourbage qui permet d'éliminer toutes particules en suspension. Là aussi, encore plus que pour une vinification en rouge, s'impose la maîtrise des températures lors de la fermentation alcoolique. Elle se déroule entre 18 et 20 °C et dure entre 8 et 30 jours selon le type de vin désiré.

#### Vinification en rosé
La vinification en rosé se produit par macération, limitée dans le temps, de cépages à pellicule noire avec possible ajout de cépages blancs. Le vin rosé n'a pas de définition légale. Mais ses techniques de vinification sont très strictes et n'autorisent en rien en Europe le mélange de vin rouge et blanc. Deux principes différents sont utilisés :
- le premier consiste à extraire par écoulement une partie du jus dès l'encuvage lors de la vinification en rouge ; c'est la saignée. C'est le jus qui s'égoutte sous le poids de la vendange - au maximum entre 20 et 25 % - et qui va macérer durant 3 à 24 heures. Cette méthode produit des vins rosés à la robe soutenue, et la quantité potentielle produite dépend de la concentration recherchée pour le vin rouge produit ;
- le second principe est le pressurage direct, qui consiste à extraire le jus en plusieurs fois, au cours de la macération, qui dure quelques heures. Les jus successivement extraits sont progressivement plus chargés en tanins provenant des peaux, et peuvent ensuite être assemblés.Une vendange bien mûre pourra colorer le jus et sa vinification se fait en blanc[7].

La maîtrise des températures est une nécessité, un vin rosé a une robe qui s'apparente à celle d'un vin rouge très clair, plus le fruit et la fraîcheur des vins blancs.

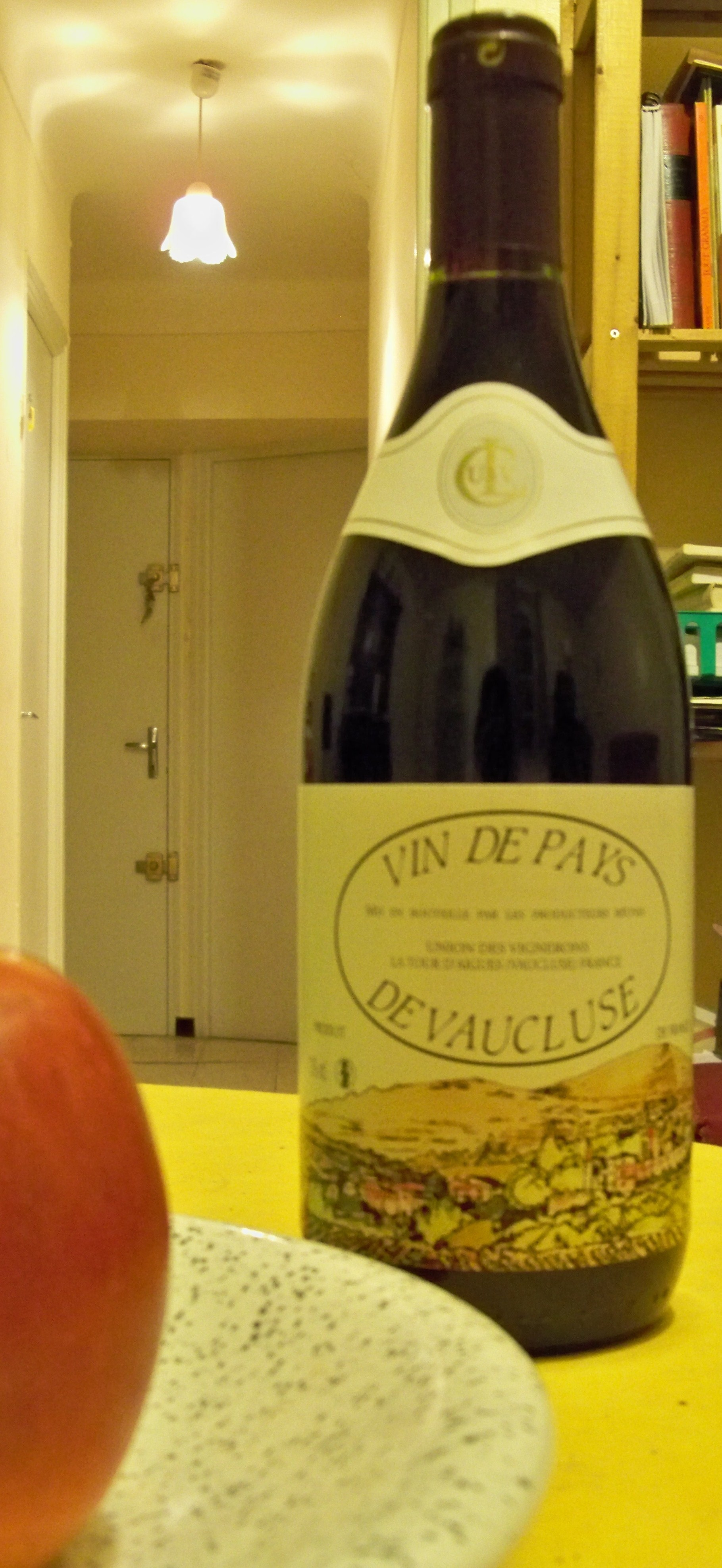
Vin de pays de Vaucluse rouge.
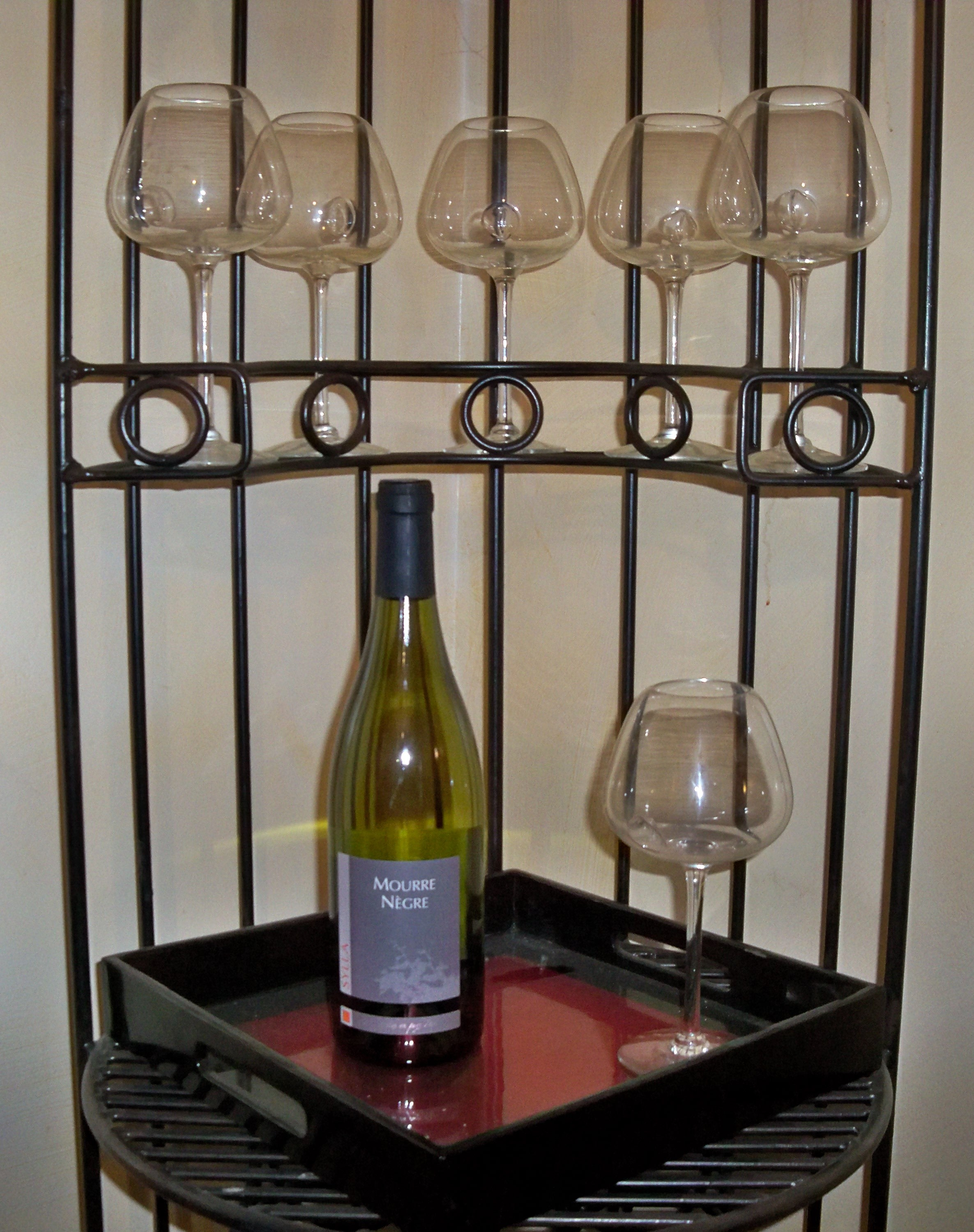
Vin de pays de Vaucluse blanc.
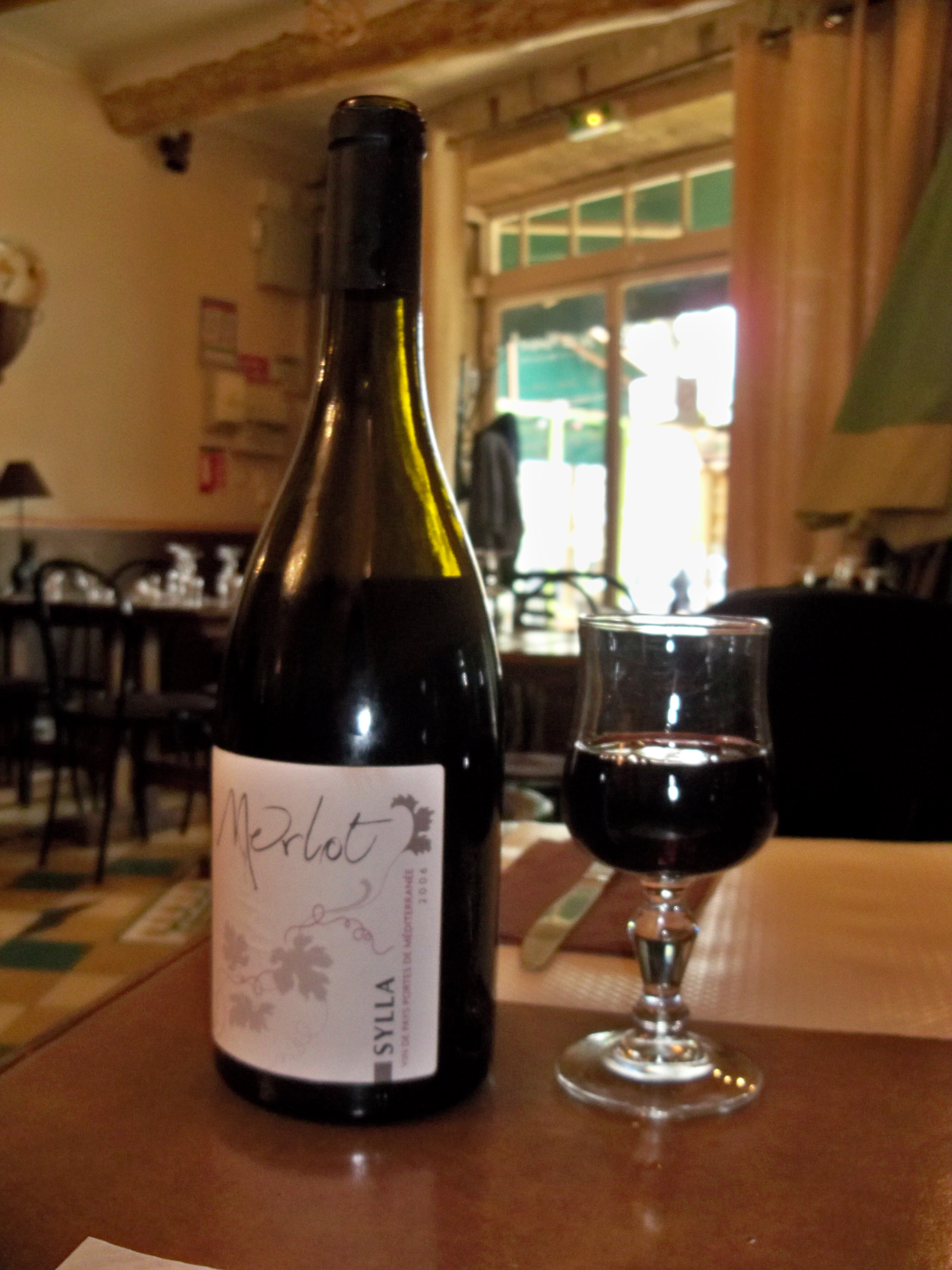
Vin de pays de Vaucluse rouge (merlot).

## Producteurs
Ils se trouvent répartis sur l'ensemble du département, leurs caves sont cependant regroupées en trois zones œnotouristiques, le cœur du Luberon, le pied du Ventoux, le fil du Rhône. Le périmètre de production couvre  environ 9 000 hectares. Les producteurs sont répartis en 236 caves particulières, 35 caves coopératives et 7 maisons de négoce. Ils mettent en marché environ 400 000 hectolitres. La majorité est regroupée dans le syndicat des producteurs qui représente les caves produisant, outre l'IGP Vaucluse, l'IGP régionale Méditerranée pour les vins produits sur le département de Vaucluse et les mentions territoriales Vaucluse Principauté d'Orange et Vaucluse Aigues.

## Commercialisation
Ce vin est essentiellement commercialisé sur le lieu de production (domaines, caves et caveaux) et dans le secteur GMS (grandes et moyennes surfaces). Il en est exporté 10 %.